# Warandemolen
De Warandemolen (ook: Teerlingmolen of Oude Molen) is een windmolenrestant in de Oost-Vlaamse plaats Aalter, gelegen aan de Weibroekdreef/Teerlingstraat.
Deze ronde stenen molen fungeerde als korenmolen en oliemolen.

## Geschiedenis
In 1769 werd op deze plaats een standerdmolen gebouwd die aanvankelijk als oliemolen dienst deed, namelijk om daer mede te breken ende te stampen cool, lijn ende andere saeden om olie te maecken ende te perssen.
In 1862 werd de standerdmolen door een ronde stenen molen vervangen. In 1882 werd een stoommachine aangeschaft, die geplaatst werd in een bijgebouw. Hiermee werd graan gemalen. De romp brandde uit in 1940. De stoommalerij werd later elektrisch.
In 1955 werd de molenromp omgebouwd tot een uitkijktoren voor toeristen, maar in 1968 vond een dodelijk ongeval plaats, doordat vloerbalken het onder een molensteen begaven. De molen werd toen voor het publiek gesloten.
De molen kwam uiteindelijk midden in een nieuwe woonwijk, De Warande, terecht. In 2009 kwam de molen aan de gemeente Aalter. Men is (2020) voornemens de molenromp te restaureren. Op de begane grond is nog een kollergang aanwezig. De vloer van de eerste verdieping is gedeeltelijk ingestort.
- Inventaris van het Bouwkundig Erfgoed (Vlaanderen): 34775